# AMPB Skarabeusz
AMPB Skarabeusz (nazwa pełna: Automatyczny Marsjański Pojazd Badawczy Skarabeusz) – prototyp pojazdu marsjańskiego zaprojektowanego w 2009 roku przez członków Studenckiego Koła Astronautycznego Politechniki Warszawskiej.
AMPB Skarabeusz to rodzaj robota, który może poruszać się w trudnych warunkach Czerwonej Planety, prowadzić eksplorację jej powierzchni oraz realizować zadania podobne do tych, które wykonują roboty na innych planetach. Pojazd został skonstruowany z przeznaczeniem na zawody łazików marsjańskich University Rover Challenge oraz European Rover Challenge. Konkursy te mają na celu wyłonienie przyszłych twórców sukcesów w podboju Kosmosu. Jeżeli na zawodach URC polski Skarabeusz okaże się najlepszy, zostanie przedstawiony NASA (National Aeronautics and Space Administration – pol. Narodowa Agencja Aeronautyki i Przestrzeni Kosmicznej), jako potencjalny projekt łazika marsjańskiego, który będzie miał szansę na wzięcie udziału w wyprawie na Marsa, a jego twórcy otrzymają wysokie honorarium.

## Historia
Projekt Automatycznego Marsjańskiego Pojazdu Badawczego powstawał w kilku wersjach, od AMPB 1.0 do aktualnie (2014) rozwijanego AMPB 4.0. Konstrukcja łazika ewoluowała od wersji sześciokołowej po czterokołową z dwoma układami Ackermanna. Łazik wystąpił na zawodach URC 2009, w późniejszych edycjach tego konkursu nie udało się wystartować. Projekt został reaktywowany w 2013 roku – zmodernizowany Skarabeusz przygotowywany jest na zawody ERC 2014 oraz URC 2015.

## Skarabeusz na konkursie URC 2009
Polski robot zajął piąte miejsce na międzynarodowym konkursie University Rover Challenge 2009. Łazik, pomimo niedostarczenia go na czas w miejsce odbywania się zawodów (z powodu opóźnień związanych z dostarczeniem paczki z podzespołami elektronicznymi), zdobył uznanie jurorów. Wziął udział tylko w jednej z czterech konkurencji, uzyskując wynik 65 punktów.

## Zespół URC 2009
- Koordynator: Sebastian Bartłomiej Rodak (SKA PW)
- Nadzorowanie konstrukcji: Adrian Szklarski (SKA PW)
- Archiwista: Mateusz Józefowicz (MSP)
- Rzecznik prasowy: Łukasz Wilczyński (MSP)
- Zespół projektowy: Mateusz Wolski (SKA), Bartłomiej Rodak (SKA PW), Daniel Śliwka (KNSPiW PW), Jarosław Lasecki (KNSPiW PW), Wojciech Głażewski (MSP).

## Skarabeusz jako pojazd szynowy
W 2014 roku Sekcja Pojazdów Szynowych SiMRail Koła Naukowego Mechaników Pojazdów wysnuła koncepcję przystosowania pojazdu AMPB Skarabeusz do jazdy po torze kolejowym o szerokości toru 750 mm i 1000 mm. SiMRail porozumiał się ze Studenckim Kołem Astronautycznym – plan zakłada wspólne uruchomienie (wrzesień 2014) i zmodernizowanie pojazdu (do wersji 4.0), tak, by mógł on służyć jazdom i po imitowanym Marsie, i po torze kolejowym (jako lekki ciągnik / pojazd inspekcyjny). Rozważane dalsze modyfikacje przystosowujące Skarabeusza do jazdy szynowej (niefunkcjonujące/zdejmowane do jazdy terenowej i na zawody) to m.in. własny agregat prądotwórczy oparty na silniku Wankla.